# Biloberiska
Biloberiska (ukrainisch Білоберізка; russisch Белоберёзка Beloberjoska, polnisch Białoberezka) ist ein Dorf in der ukrainischen Oblast Iwano-Frankiwsk in der Westukraine mit etwa 1100 Einwohnern.

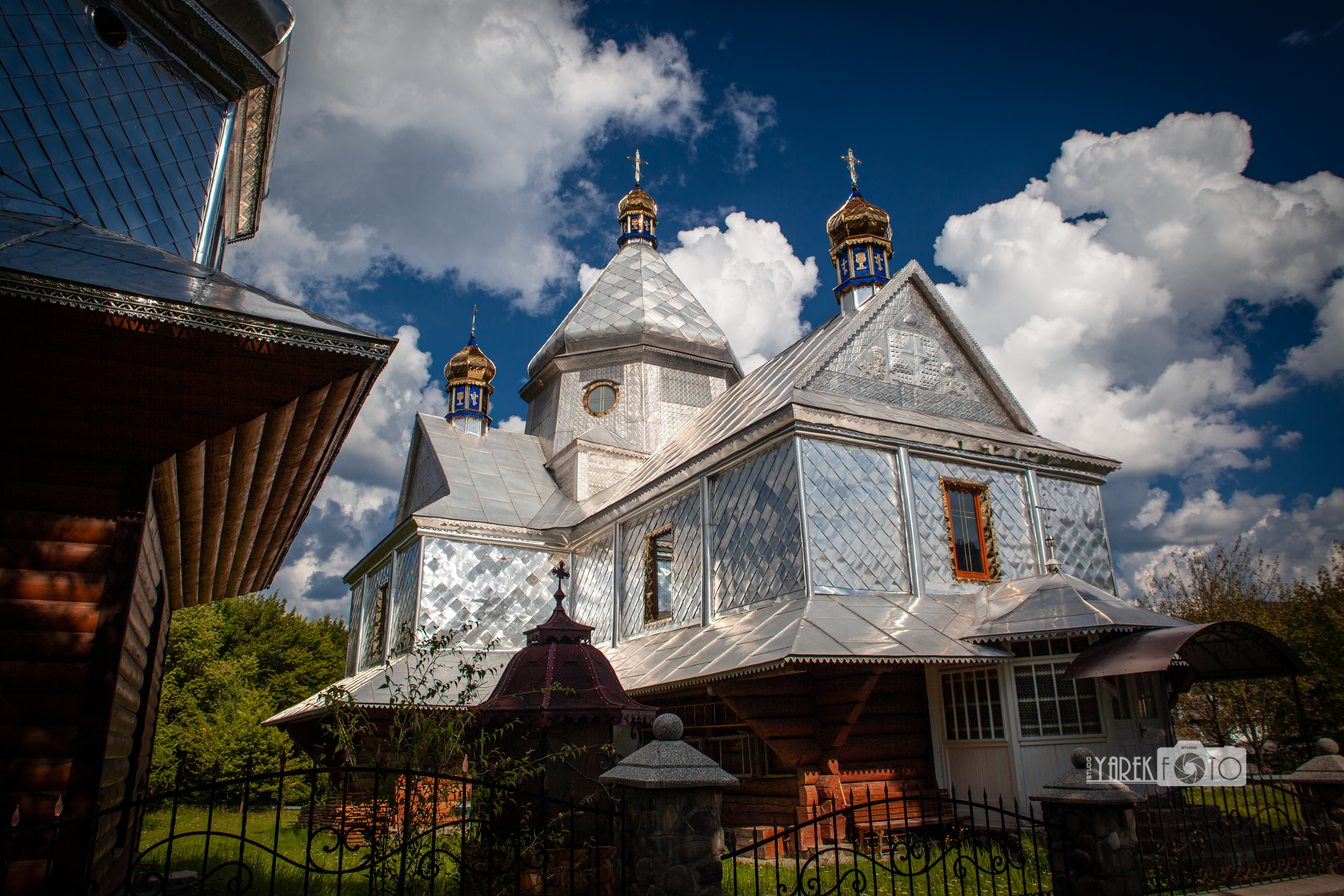
Kirche im Ort

Die Ortschaft liegt im Süden der historischen Landschaft Galizien bzw. Pokutien am Fluss Tscheremosch, etwa 17 Kilometer östlich vom Rajonzentrum Werchowyna und 87 Kilometer südlich vom Oblastzentrum Iwano-Frankiwsk entfernt.
Der Ort wurde im 17. Jahrhundert zum ersten Mal schriftlich erwähnt, lag zunächst in der Adelsrepublik Polen-Litauen, Woiwodschaft Ruthenien und kam 1772 als Bila Berestia, später auch Białoberecka und Białoberezka zum damaligen österreichischen Kronland Galizien (bis 1918 dann im Bezirk Kosów).
Nach dem Ende des Ersten Weltkrieges kam er zu Polen, war hier ab 1921 als Białoberezka in die Woiwodschaft Stanislau, Powiat Kosów, Gmina Kuty Stare eingegliedert und wurde im Zweiten Weltkrieg erst von der Sowjetunion und ab 1941 bis 1944 von Deutschland besetzt und dem Distrikt Galizien angeschlossen. Nach der Rückeroberung durch sowjetische Truppen 1944 kam er 1945 wiederum zur Sowjetunion und wurde in die Ukrainische SSR eingegliedert. Seit 1991 ist der Ort Teil der heutigen Ukraine.
Am 2. Oktober 2015 wurde das Dorf zum Zentrum der neugegründeten 46,34 km² großen Landgemeinde Biloberiska (Білоберізька сільська громада Biloberiska silska hromada). Zu dieser zählten noch die 3 Dörfer Barwinkiw (Барвінків), Chorozewe (Хороцеве) und Usteriky, bis dahin bildete es die gleichnamige Landratsgemeinde Biloberiska (Білоберізька сільська рада/Biloberiska silska rada) im Osten des Rajons Werchowyna.
Am 12. Juni 2020 kamen noch weitere 12 Dörfer und 1 Ansiedlung zur Landgemeinde hinzu.
Folgende Orte sind neben dem Hauptort Biloberiska Teil der Gemeinde:
| Name                     | Name        | Name                          | Name       | Name |
| ukrainisch transkribiert | ukrainisch  | russisch                      | polnisch   |      |
| ------------------------ | ----------- | ----------------------------- | ---------- | ---- |
| Barwinkiw                | Барвінків   | Барвинков (Barwinkow)         | Berwinkowa |      |
| Bila Ritschka            | Біла Річка  | Белая Речка (Belaja Retschka) | -          |      |
| Chorozewe                | Хороцеве    | Хороцево (Chorozewo)          | Chorocowa  |      |
| Dowhopole                | Довгополе   | Долгополе (Dolgopole)         | Dołhopole  |      |
| Holoschyna               | Голошина    | Голошина (Goloschina)         | Hołoszyna  |      |
| Hramotne                 | Грамотне    | Грамотное (Gramotnoje)        | Hramitny   |      |
| Hrynjawa                 | Гринява     | Гринява (Grinjawa)            | Hryniawa   |      |
| Jablunyzja               | Яблуниця    | Яблоница (Jabloniza)          | Jabłonica  |      |
| Kochan                   | Кохан       | Кохан                         | Kochan     |      |
| Poljanky                 | Полянки     | Полянки (Poljanki)            | Polanki    |      |
| Probijniwka              | Пробійнівка | Пробойновка (Proboinowka)     | Szykmany   |      |
| Senkiwske                | Сеньківське | Сеньковское (Senkowskoje)     | -          |      |
| Stebni                   | Стебні      | Стебни                        | Stebne     |      |
| Stowpni                  | Стовпні     | Стовпни                       | Stoupnie   |      |
| Tscheremoschna           | Черемошна   | Черемошна                     | Fereskula  |      |
| Usteriky                 | Устеріки    | Устерики (Usteriki)           | Uścieryki  |      |